# Lebehn
Lebehn ist ein Ortsteil der Gemeinde Krackow im Landkreis Vorpommern-Greifswald in Mecklenburg-Vorpommern.

## Geographie
Der Ort liegt fünf Kilometer nordöstlich von Krackow und zehn Kilometer nordöstlich von Penkun. Die Nachbarorte sind Schwennenz im Nordosten, Ladenthin im Osten, Kyritz im Südosten, Hohenholz im Südwesten, Streithof im Westen sowie Glasow und Sonnenberg im Nordwesten.

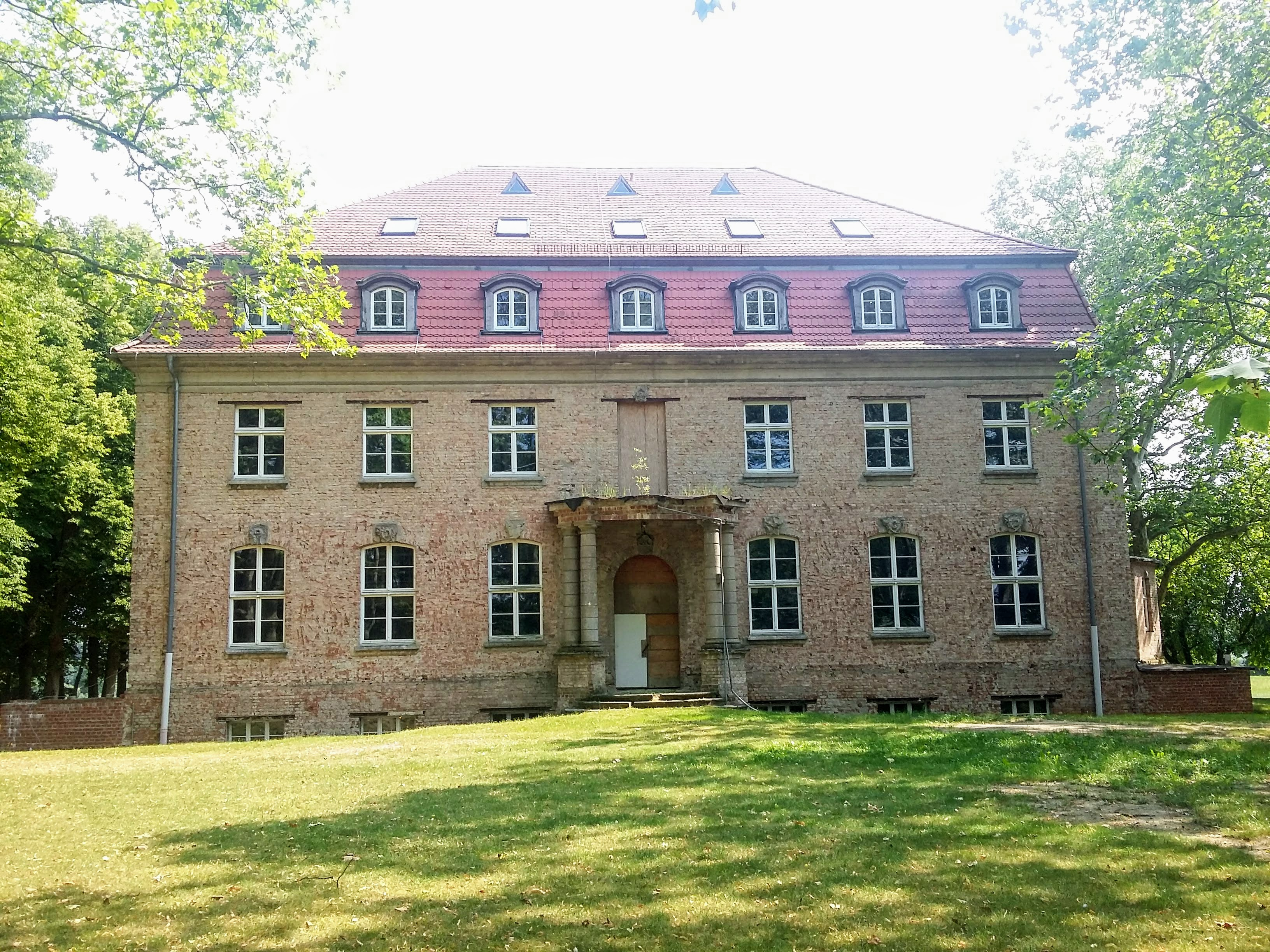
Gutshaus Lebehn
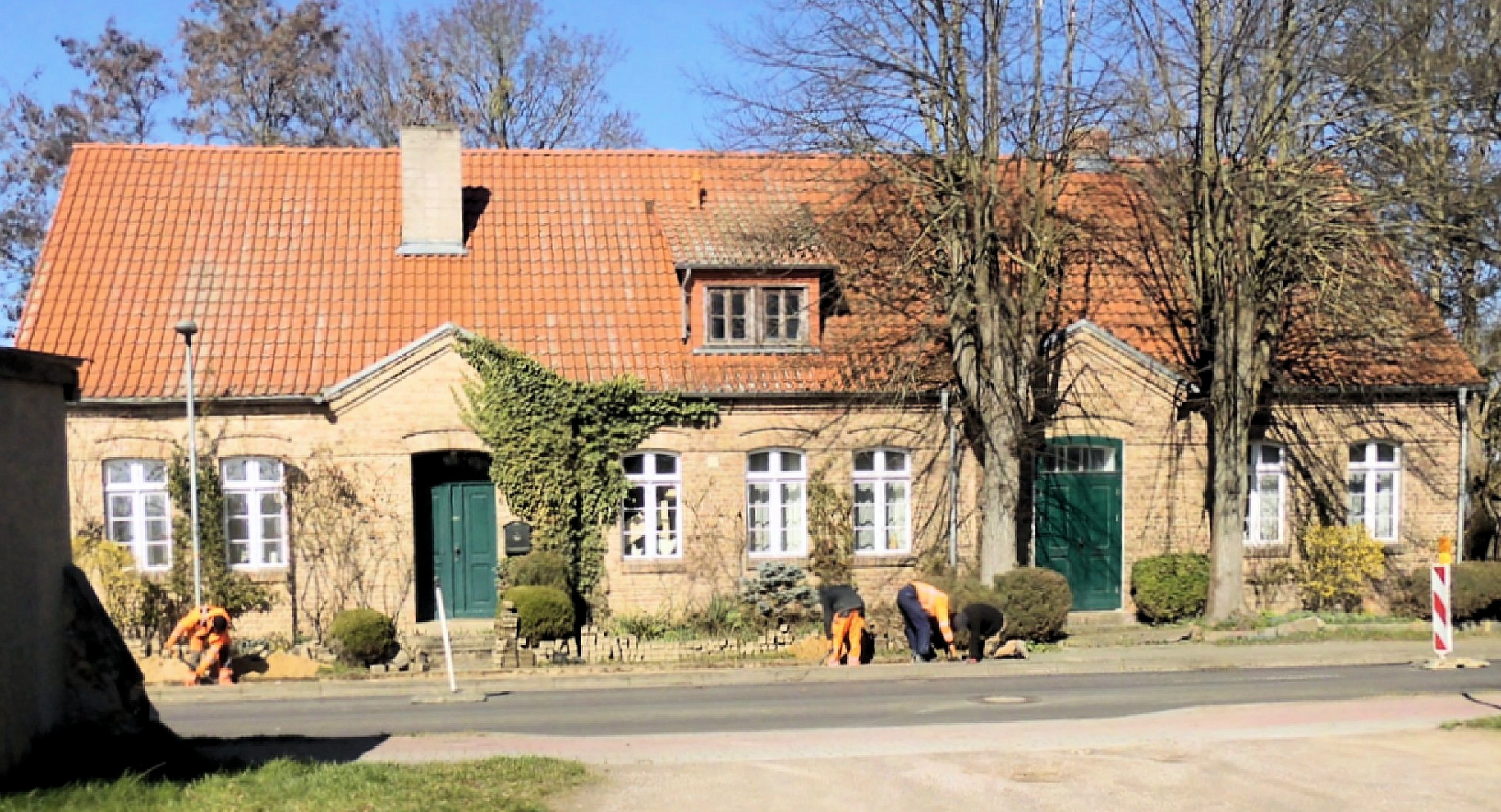
Ehemalige Dorfschule